# Herman Theodoor Colenbrander

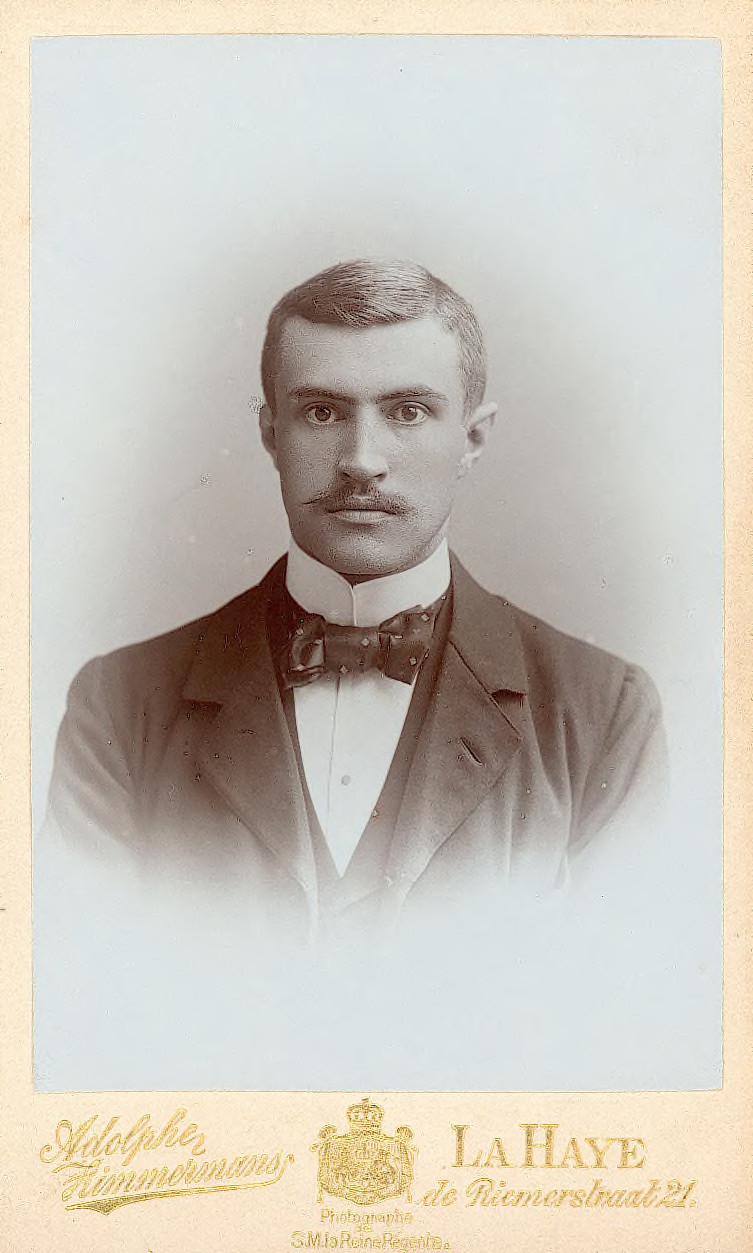
Herman Theodoor Colenbrander.

Herman Theodoor Colenbrander, född 13 december 1871 i Drachten, död 8 oktober 1945 i Leiden, var en holländsk historiker.
Colenbrander blev 1897 arkivarie vid riksarkivet i Haag, 1902 rikshistoriska kommissionens ständige sekreterare och 1918 professor i kolonialhistoria vid universitetet i Leiden. Bland Colenbranders arbeten märks De patriottentijd (tre band, 1897–1899), Gedenkstukken der algemeene geschiedenis van Nederland 1795–1840 (tio band, 1905–1922), Tien jaren wereldgeschiedenis (två band, 1915), Historie en leven (fyra band, 1915–1920) samt J.P. Coen (fem band, 1919–1934).